# Calvin Harris
Calvin Harris, znany również jako Love Regenerator, właśc. Adam Richard Wiles (ur. 17 stycznia 1984 w Dumfries) – szkocki DJ i producent muzyczny, a także piosenkarz, gitarzysta i autor tekstów. Założyciel wytwórni muzycznej Fly Eye Records. Najlepiej zarabiający DJ na świecie w roku 2014 oraz 2017.

## Wczesne lata
Urodził się 17 stycznia 1984 roku w Dumfries. Jego ojciec z zawodu jest biochemikiem, natomiast jego matka jest gospodynią domową. Ma starszą siostrę i brata.
Po raz pierwszy zainteresował się muzyką elektroniczną jako nastolatek i nagrywał od 1999 roku w sypialni swoje dema. W wieku 17 lat rozpoczął pracę w fabryce ryb i supermarketach, aby zarobić pieniądze na przeprowadzkę do Londynu, mając nadzieję uczyć się od lokalnej sceny muzycznej.

## Kariera
Pierwsze EP – Stouffer, wydał w 2002 roku, jednak popularność zdobył dopiero pięć lat później, po wydaniu debiutanckiego albumu I Created Disco, zawierającego takie hity jak The Girls i Acceptable in the 80s. Jednak dopiero po ukazaniu się singla „We Found Love” nagranego z Rihanną, współpracą z Calvinem zainteresowały się inne gwiazdy. Jako producent współpracował m.in. z Kylie Minogue, Tiësto, Róisín Murphy, Ellie Goulding, Sophie Ellis-Bextor, Dizzee Rascalem, Tinie Tempahem, Florence Welch i Cheryl Cole.
Pierwsze sukcesy odniósł w wieku 21 lat: piosenki Da Bongos i Brighter Days zostały razem wydane pod nazwą Stouffer przez wytwórnię Prima Facie na początku 2002 roku. Harris podpisał kontrakty z wytwórniami EMI i Sony BMG po tym, jak jego muzyka została odkryta przez portal społecznościowy Myspace.

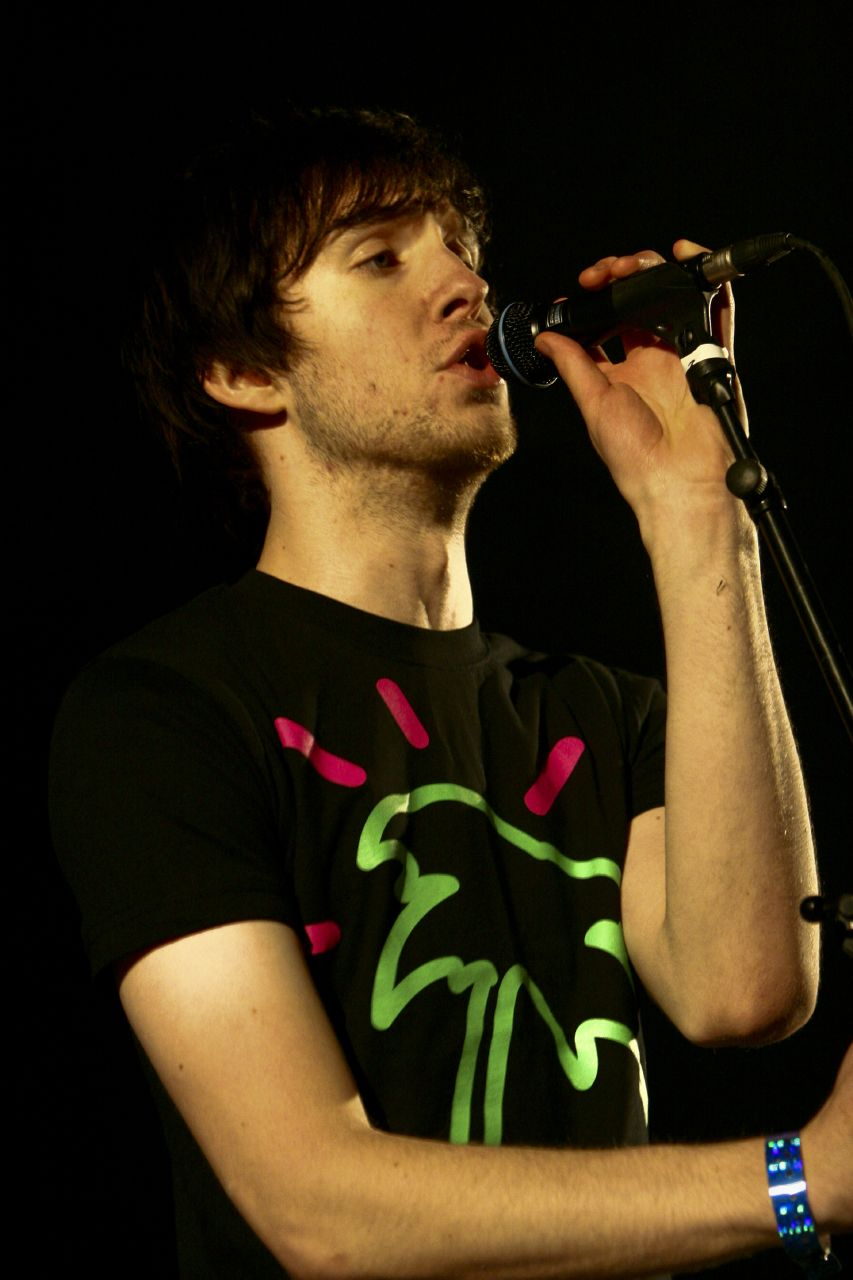
Harris (2008)

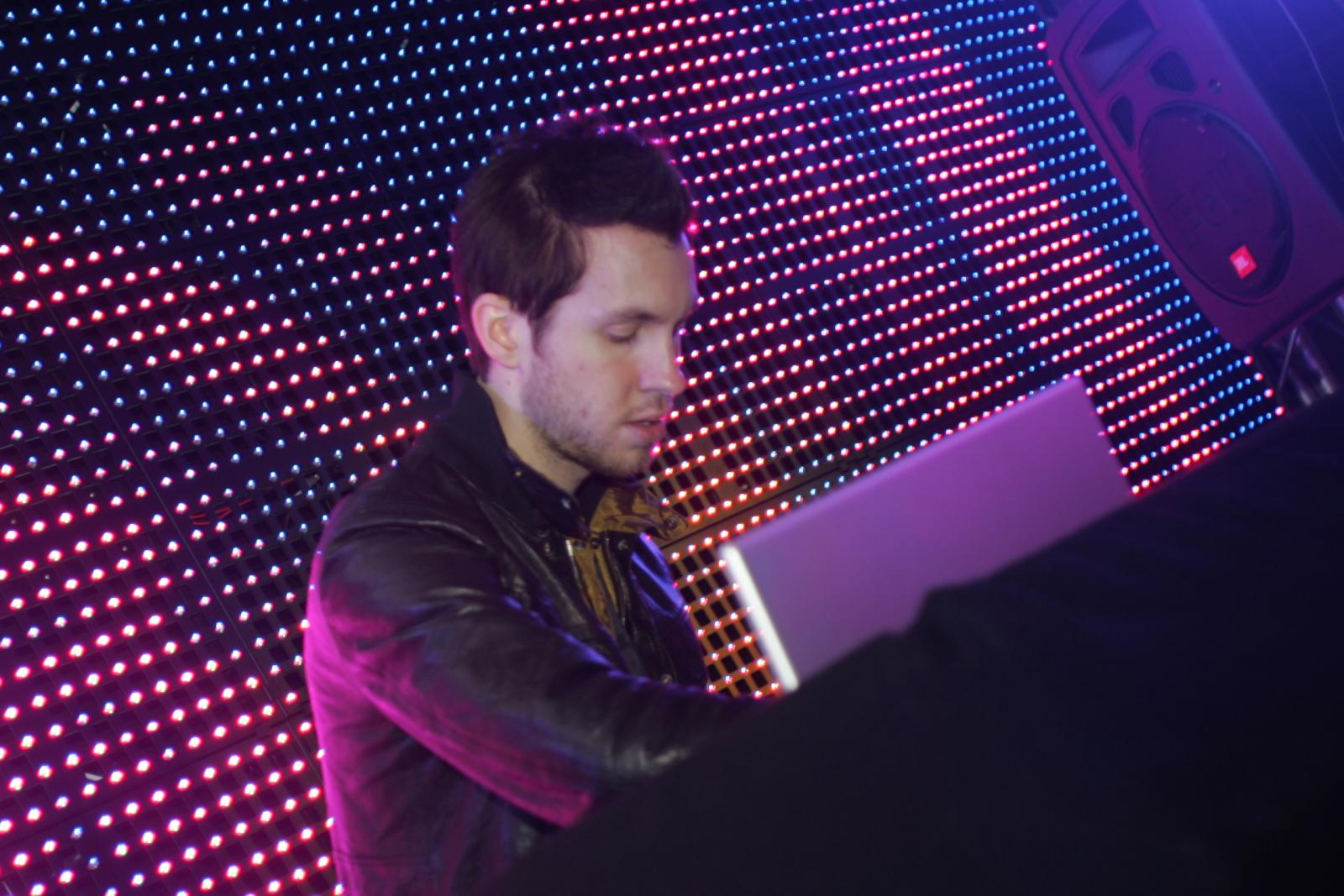
Harris na Xbox Reverb Launch (2009)

Jego pierwszy album I Created Disco wydano 29 czerwca 2007 roku. Utwory czerpiące z muzyki electroclash zawarte na albumie inspirowane są także muzyką lat osiemdziesiątych.
Pierwszą zrealizowaną piosenką była Vegas dostępna jedynie w limitowanym, winylowym wydaniu, natomiast pierwszym singlem notowanym na listach przebojów – Acceptable in the 80s – swoisty hołd złożony stylowi i kulturze lat osiemdziesiątych. Singiel znajdował się w pierwszej dziesiątce listy UK Singles Chart przez 15 tygodni. Kolejnymi dwoma singlami były The Girls oraz Merrymaking at My Place. Utworu Colours użyto w reklamie samochodu Kia Soul. W 2007 roku kanadyjska grupa Dragonette nagrała cover utworu The Girls pod własnym tytułem The Boys.
W 2007 roku Harris nagrywał z Kylie Minogue. Wyprodukował i był współautorem tekstów dwóch piosenek z jej albumu X: In My Arms i Heart Beat Rock. Swoją współpracę z artystką określił jako „surrealistyczną, ale zabawną”.
Pracował także z brytyjską piosenkarką Sophie Ellis-Bextor nad jej czwartym studyjnym albumem Make a Scene.
W 2008 roku nagrał wraz z brytyjskim raperem Dizzee Rascalem piosenkę Dance wiv Me – wydana 30 czerwca 2008 roku trafiła prosto na szczyty list przebojów w Wielkiej Brytanii. W 2009 roku wyprodukował kolejny singiel dla Dizzee Rascala – Holiday.
W wywiadzie dla a BBC Radio 1 przeprowadzonym przez Fearne Cotton wyznał, że w 2008 roku odrzucił propozycję współpracy z Lady Gagą, gdyż nie spodobało mu się jej demo. Jakiś czas później w internetowym wywiadzie dla tej samej stacji radiowej oświadczył, że brał ją pod uwagę jako dobrą artystkę. Wyraził też swoje uznanie dla 16-letniego brytyjskiego muzyka Richarda Jaya.
W kwietniu 2008 roku oświadczył, że jedyna kopia jego kolejnego albumu zaginęła na lotnisku wraz z bagażem, jednak jak sam później przyznał, było to kłamstwo mające dać mu więcej czasu na ukończenie longplaya.
Drugi studyjny album Harrisa Ready for the Weekend  zrealizowano 17 sierpnia 2009 roku. Single z tego wydawnictwa to: I’m Not Alone, Ready for the Weekend (w utworze słychać także piosenkarkę Mary Pearce) oraz Flashback.

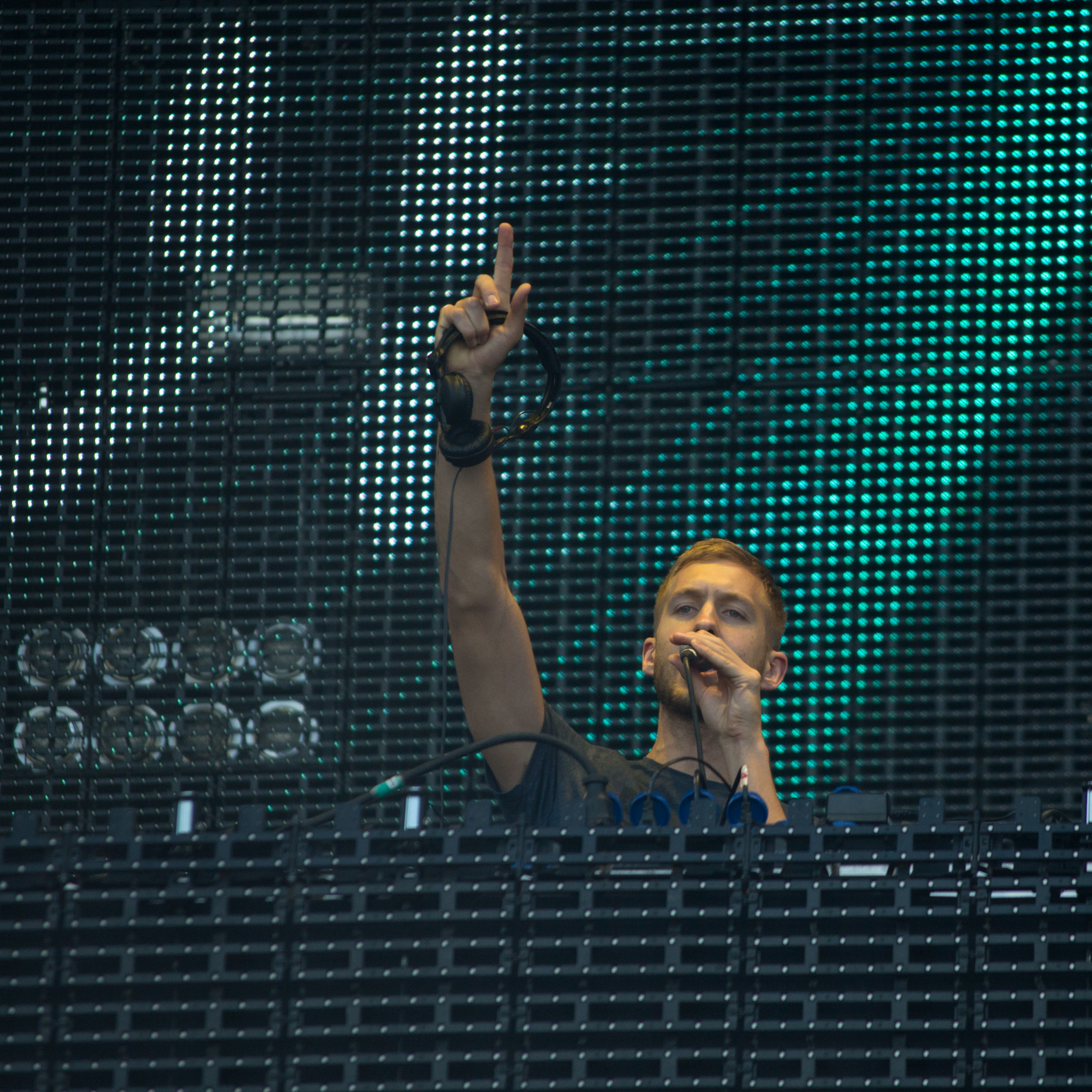
Harris na Rock in Rio Madrid (2012)

10 czerwca 2011 został wydany singel „Bounce”, zaś 19 sierpnia tego samego roku następny utwór „Feel So Close”. Oba wydawnictwa zwiastowały album 18 Months.
22 września 2011 roku ukazał się singel „We Found Love” powstały we współpracy z barbadoską piosenkarką Rihanną. Dla artystki Harris wyprodukował również utwór „Where Have You Been”.
21 listopada tego samego roku została wydana kompilacja Now That’s What I Call Music! 80, na której znalazł się utwór „Off the Record” zrealizowany przez Calvina Harrisa wraz z Tinchy Stryderem oraz Burnsem. Tego dnia na rynku brytyjskim oraz europejskim ukazał się również album My Life II... The Journey Continues (Act 1), na potrzeby którego Harris współrealizował piosenkę „One Life”.
6 grudnia 2011 wystąpił jako gość specjalny w Atlas Arenie w Łodzi w ramach trasy koncertowej Rihanny, promującej album Loud.
30 marca 2012 w sprzedaży pojawił się kolejny singel z albumu 18 Months pt. „Let’s Go”, w którym gościnnie wystąpił Ne-Yo. W tym samym roku Calvin Harris napisał również utwory „Call My Name” dla Cheryl oraz „Only the Horses dla zespołu Scissor Sisters, a także zremiksował utwór „Spectrum” brytyjskiej grupy Florence and the Machine.
27 lipca 2012 roku ukazał się singel „We’ll Be Coming Back” z udziałem Example. 12 października tego samego roku wydany został utwór „Sweet Nothing”, jako piąty singel z trzeciej płyty Harrisa. Gościnnie w piosence wystąpiła Florence Welch.
7 października 2013 ukazał się utwór „Under Control” powstały we współpracy z Alesso i Hurts. W tym samym miesiącu Harris opublikował zapowiedź remiksu do piosenki „When You Were Young” zespołu The Killers.
14 marca 2014 roku Calvin Harris wydał następny singel, zatytułowany „Summer”, a także wyprodukował utwór „I Will Never Let You Down” dla Rity Ory. 7 września tego samego roku miała miejsce premiera singla „Blame” z gościnnym udziałem Johna Newmana, natomiast 20 października w sprzedaży ukazała się piosenka „Outside”, w której wystąpiła Ellie Goulding.
Album Motion na rynku brytyjskim i europejskim został wydany 31 października 2014 roku.
9 marca 2015 roku został wydany ostatni singel z albumu Motion pt. „Pray to God”. 17 lipca tego samego roku ukazał się utwór „How Deep Is Your Love” wyprodukowany wraz z zespołem producenckim Disciples. Piosenka została nominowana do nagrody Brit Awards 2016 w kategoriach „British single” oraz „British artist video of the year”. Ponadto Calvin Harris otrzymał również nominację w kategorii „British male solo artist”.
29 kwietnia 2016 w dystrybucji cyfrowej pojawił się singel „This Is What You Came For”, w którym gościnnie wystąpiła Rihanna. 8 lipca tego samego roku został wydany utwór „Olé” Johna Newmana, wyprodukowany przez Calvina Harrisa, zaś we wrześniu 2016 roku Calvin Harris opublikował utwór pt. „My Way”, w którym udzielił się również wokalnie.

## Życie prywatne
Jest abstynentem od 24. roku życia. W jednym z wywiadów stwierdził: Nie byłem alkoholikiem ani kimś w tym stylu, ale miało to wyraźny wpływ na to, co robię.
Harris w 2015 roku spotykał się z amerykańską piosenkarką Taylor Swift. W przeszłości związany był z Ritą Orą i Ellie Goulding. Od 2023 roku jest w związku małżeńskim z brytyjską prezenterką telewizyjną Victorią Hope.

## Dyskografia
Albumy studyjne:
- I Created Disco (2007)
- Ready for the Weekend (2009)
- 18 Months (2012)
- Motion (2014)
- Funk Wav Bounces Vol. 1 (2017)
- Funk Wav Bounces Vol. 2 (2022)
- 96 Months (2024)[37]